# ثنائي كلوروفين
ثنائي كلوروفين Dichlorophene هو مبيد للديدان ملين غير سام من معالج بالكلور من مركبات الفينول. يستخدم ثنائي كلوروفين كمبيد للفطريات في الطب البيطري، طارد للديدان، ومكافح للأوالي، وكذلك عنصرا في تصنيع الصابون المضاد للميكروبات والشامبو. هذا العامل ربما يعمل عن طريق زيادة تبادل المعلومات من محتويات الأمعاء، وبالتالي القضاء على التهابات الدودة الشريطية من الأمعاء.

## الخواص
ثنائي كلوروفين هو أبيض كريم قليلا أو مسحوق وردي فاتح اللون. نقطة الانصهار 177 °C. ورائحة الفينول طفيفة وطعمه ملحي فينولي. متوسط السمية. يستخدم كمبيد للفطريات والجراثيم.
يذوب باعتدال في التولوين. 1 جرام محلول في 1 غرام من الايثانول 95٪، في أقل من 1 غرام من الأثير. محلول في الميثانول، والأثير الآيزوبروبيل

## التفاعلات
يتأكسد ببطء في الهواء. حمضي في التفاعل، ويكون الأملاح مع القلويات المائية. التحلل الضوئي في المحاليل الحمضية في غياب الأكسجين في التحلل المائي ينتج ذرة كلور واحدة، لإعطاء الفينول المقابل؛ في وجود الأكسجين، ويتم تشكيل benzoquinone المقابل.